# Jednogodišnje biljke
Jednogodišnje biljke (terofiti, anuale), jednogodišnja je svaka biljka koja završi svoj životni ciklus u jednoj sezoni rasta. Izraz se obično primjenjuje na zeljaste cvjetnice kod kojih je sjeme u stanju mirovanja jedini dio jednogodišnje biljke koji preživljava od jedne vegetacijske sezone do druge. 
Sezona rasta ne odgovara nužno četirima tradicionalnim godišnjim dobima u godini, iako su mnoge jednogodišnje biljke kategorizirane u ljetne ili zimske jednogodišnje biljke. Ljetne jednogodišnje biljke klijaju u proljeće ili rano ljeto i sije se u kasno ljeto ili jesen iste godine. Zimske jednogodišnje biljke obično klijaju u kasno ljeto ili jesen i daju sjeme te umiru sljedeće proljeće ili ljeto. 
Sezona rasta također može biti kratka od nekoliko tjedana, kao što je slučaj s nekim pustinjskim jednogodišnjim biljkama koje niču i daju sjeme brzo nakon kiše i provode većinu svog životnog ciklusa kao sjeme u banci sjemena u tlu. Banka sjemena u tlu je prirodno skladište sjemena, često u stanju mirovanja, unutar tla većine ekosustava. Proučavanje banaka sjemena u tlu započelo je 1859. godine kada je Charles Darwin promatrao nicanje klijanaca koristeći uzorke tla s dna jezera.
Jednogodišnje biljke uključuju mnoge korove, divlje cvijeće, vrtno cvijeće i povrće. 
Mnogi ekonomski važni prehrambeni usjevi su jednogodišnji, uključujući sve glavne žitarice (kukuruz, pšenicu, zob, ječam, itd.), većinu tikvica i dinja, grašak i druge mahunarke te zelenu salatu. Mnogi drugi usjevi nisu prave jednogodišnje biljke, ali se obično uzgajaju i beru u jednoj sezoni, uključujući dvogodišnje biljke kao što su mrkva, celer i peršin i nježne trajnice kao što su paprika i rajčica. Uobičajene vrtne jednogodišnje biljke uključuju neven,  primorska češlika, potočarka (Nasturtium) i napramak (Zinnia).
Vidi također dvogodišnje biljke; trajnice.